# Kasachischer Fußballpokal 2008
Der Kasachische Fußballpokal 2008 war die 17. Austragung des Pokalwettbewerbs im Fußball in Kasachstan. Pokalsieger wurde der FK Aqtöbe, der sich im Finale gegen den FK Almaty durchsetzte.
Durch den Sieg im Finale qualifizierte sich Aqtöbe für die Play-offs der UEFA Europa League 2009/10.

## Modus
In den ersten drei Runden und im Finale wurde der Sieger in einem Spiel ermittelt. Stand es nach der regulären Spielzeit von 90 Minuten unentschieden, kam es zur Verlängerung von zweimal 15 Minuten und falls danach immer noch kein Sieger feststand zum Elfmeterschießen.
Im Viertel- und Halbfinale wurde der Sieger in Hin- und Rückspiel ermittelt. Bei Torgleichheit entschied zunächst die Anzahl der auswärts erzielten Tore, danach eine Verlängerung und schließlich das Elfmeterschießen.

## 1. Runde
Freilos: FK Aqtöbe und FK Atyrau
| Datum      |                              | Ergebnis |                          |
| ---------- | ---------------------------- | -------- | ------------------------ |
| 09.04.2008 | FK Taras                     | 1:2      | FK Qairat Almaty         |
| 09.04.2008 | Spartak Semei                | 0:6      | Ordabassy Schymkent      |
| 09.04.2008 | Schachtjor Qaraghandy        | 11:00    | Gornjak FK Chromtau      |
| 09.04.2008 | FK Kasachmys Satpajew        | 0:3      | Tobol Qostanai           |
| 09.04.2008 | Qaisar Qysylorda             | 2:0      | Asbest Schitiqara        |
| 09.04.2008 | Qarasai-Sarbasdary Qaskeleng | 0:1      | Jessil-Bogatyr Petropawl |
| 09.04.2008 | FK Ile-Saulet                | 1:4      | Wostok Öskemen           |
| 09.04.2008 | Kaspij Aqtau                 | 0:2      | Ertis Pawlodar           |
| 09.04.2008 | Avangard-SKO Petropawl       | 1:3      | Schetissu Taldyqorghan   |
| 09.04.2008 | FK Astana                    | 1:0      | Bolat-AMT Temirtau       |
| 09.04.2008 | FK Aqtöbe-Schas              | 1:2      | Energetik Pawlodar B     |
| 09.04.2008 | Aqsu Stepnogorsk             | 0:3      | FK Almaty                |
| 09.04.2008 | Aqschajyq Oral               | 3:2      | Oqschetpes Kökschetau    |
| 09.04.2008 | Ajscharyk Schymkent          | 1:2      | FK Megasport Almaty      |

## Achtelfinale
| Datum      |                        | Ergebnis              |                          |
| ---------- | ---------------------- | --------------------- | ------------------------ |
| 23.04.2008 | Schetissu Taldyqorghan | 2:1 n. V.             | Ordabassy Schymkent      |
| 23.04.2008 | Wostok Öskemen         | 1:0                   | Qaisar Qysylorda         |
| 23.04.2008 | Tobol Qostanai         | 4:0                   | Energetik Pawlodar B     |
| 23.04.2008 | Schachtjor Qaraghandy  | 1:1 n. V. (5:4 i. E.) | FK Qairat Almaty         |
| 23.04.2008 | Ertis Pawlodar         | 3:1                   | Aqschajyq Oral           |
| 23.04.2008 | FK Astana              | 0:2                   | Jessil-Bogatyr Petropawl |
| 23.04.2008 | FK Aqtöbe              | 5:0                   | FK Atyrau                |
| 23.04.2008 | FK Almaty              | 4:1                   | FK Megasport Almaty      |

## Viertelfinale
| Datum             |                          | Gesamt |                        | Hinspiel | Rückspiel |
| ----------------- | ------------------------ | ------ | ---------------------- | -------- | --------- |
| 07.05./14.05.2008 | Jessil-Bogatyr Petropawl | 1:4    | FK Almaty              | 0:3      | 1:1       |
| 07.05./14.05.2008 | Wostok Öskemen           | 4:3    | Ertis Pawlodar         | 4:1      | 0:2       |
| 07.05./14.05.2008 | Tobol Qostanai           | 6:1    | Schetissu Taldyqorghan | 4:1      | 2:0       |
| 07.05./14.05.2008 | FK Qairat Almaty         | 0:3    | FK Aqtöbe              | 0:1      | 0:2       |

## Halbfinale
| Datum             |                | Gesamt |           | Hinspiel | Rückspiel |
| ----------------- | -------------- | ------ | --------- | -------- | --------- |
| 28.10./12.11.2008 | Wostok Öskemen | 4:7    | FK Almaty | 2:2      | 2:5       |
| 28.10./12.11.2008 | Tobol Qostanai | 1:2    | FK Aqtöbe | 1:1      | 0:1       |

## Finale
| Paarung        | FK Atyrau – FK Aqtöbe |
| Ergebnis       | 1:3 (1:2) |
| Datum          | 16. November 2008 |
| Stadion        | Zentralstadion, Almaty |
| Zuschauer      | 7.000 |
| Schiedsrichter | Ruslan Dusmambetow |
| Tore           | 1:0 Jewgeni Kostrub (22.) 1:1 Sergei Strukow (34.) 1:2 Sergei Strukow (36.) 1:3 Konstantin Golowskoi (86.) |
| FK Atyrau      | Alexander Mokin – Absal Schumabajew, Ilja Worotnikow, Marat Schachmetow (64. Jafar Irismetov), Andrei Trawin – Schambyl Kökejew (90. Sergei Gridin), Alexander Kirow, Maxim Asowski, Jewgeni Kostrub – Iwan Schewtschenko, Sergei Ostapenko Cheftrainer: Bernd Storck ( Deutschland)                                        |
| FK Aqtöbe      | Andrei Sidelnikow – Alexander Familtsew, Juri Logwinenko, Emil Kenschissarijew, Andrej Lauryk, Samat Smaqow, Ulyqbek Assanbajew (69. Nikita Chochlow), Oleksandr Mytrofanow (88. Andrei Bogomolow), Marat Chairullin (90. Maksim Semenow) – Sergei Strukow, Konstantin Golowskoi Cheftrainer: Wladimir Muchanow ( Russland) |
| Gelbe Karten   | Sergei Ostapenko – Emil Kenschissarijew |
| Platzverweise  | Andrei Trawin (78.) – keine |